# کریس برادریک
کریستوفر آلن برادریک (انگلیسی: Christopher Alan Broderick؛ زادهٔ ۶ مارس ۱۹۷۰) موسیقی‌دان آمریکایی است که به‌عنوان گیتاریست سابق گروه ترش متال مگادث مشهورتر است. برادریک پیش از پیوستن به مگادث با گروه‌هایی مانند جَگ پَنزِر همکاری داشته است. وی همچنین در تورهای نِوِرمور به عنوان گیتاریست مابین سال‌های ۲۰۰۱ تا ۲۰۰۳ و ۲۰۰۶ تا ۲۰۰۷ حضور داشت. برادریک پس از جدایی از مگادث، گروه اکت آو دیفاینس را در سال ۲۰۱۴ تشکیل داد. او در سال ۲۰۱۹ به عنوان گیتاریست تور کنسرتی به گروه متال سوئدی این فلیمز پیوست و در سال ۲۰۲۲ گیتاریست دائمی این گروه شد.
برادریک از ۱۱ سالگی شروع به نواختن گیتار کرد و ادی ون هیلن یکی از نخستین منابع تأثیرگذار بر گیتارنوازی او بود. سبک‌های نوازندگی او از متال، کلاسیک، نئوکلاسیک و جاز متغیر است. برادریک در نوجوانی چندین بار در هفته دروس گیتار الکتریک، گیتار کلاسیک، پیانو و ویولن را می‌گذراند و در طول تابستان روزانه ساعت‌ها هر یک از سازها را تمرین می‌کرد.
برادریک دارای مدرک در اجرای موسیقی گیتار کلاسیک از دانشکده موسیقی لامونت دانشگاه دنور است و در اوایل دهه ۱۹۹۰ شروع به تدریس دروس گیتار کرد. او به‌شدت تحت تأثیر سبک موسیقی فلامنکو و گیتارنوازی پاکو د لوسیا و پاکو پنیا قرار گرفت.

## مگادث
برادریک در سال ۲۰۰۸ و پس از جدایی گلن دراور از مگادث به آن گروه پیوست و تا سال ۲۰۱۴ در مگادث عضویت داشت. او در زمان عضویتش در مگادث، جوان‌ترین عضو گروه به‌شمار می‌رفت.

## گروه‌ها
- جَگ پَنزِر (۱۹۹۷–۲۰۰۸)
- نِوِرمور (۲۰۰۱–۲۰۰۳، ۲۰۰۶–۲۰۰۷)
- مگادث (۲۰۰۸–۲۰۱۴)
- اکت آو دیفاینس (۲۰۱۴–۲۰۱۶)
- این فلیمز (۲۰۲۲–اکنون)